# Karl-Heinz Mauermann

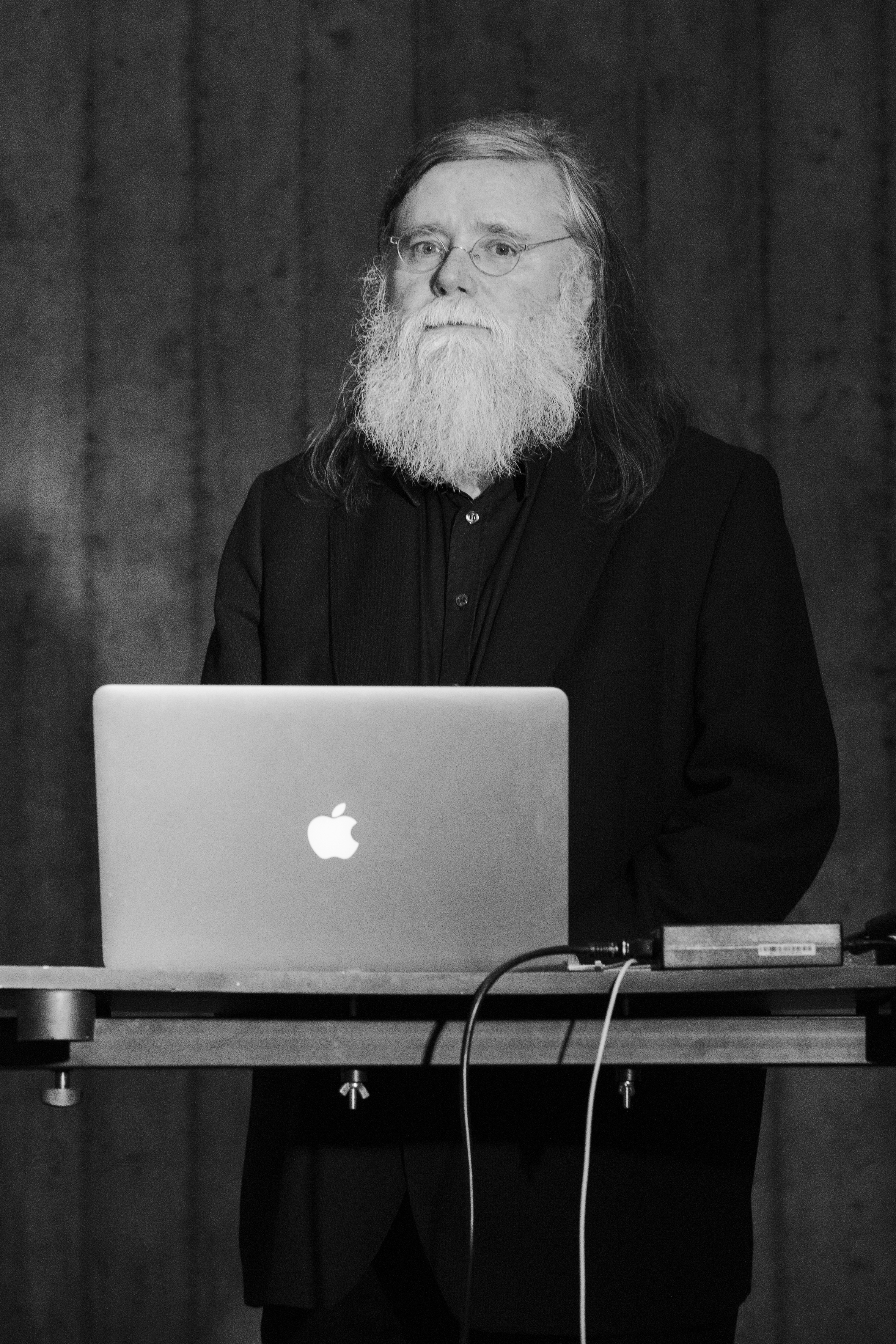
Karl-Heinz Mauermann (2016)

Karl-Heinz Mauermann (* 1958) ist ein deutscher Künstler und Autor. Seine Ausdrucksformen reichen von der Zeichnung bis zum Video und zu Performances, wobei die Arbeiten teilweise in den Grenzbereichen zur Literatur und zur Musik angesiedelt sind.

## Leben
Nach dem Studium von Germanistik, Philosophie, Kunstpädagogik und Grafik-Design in Bochum und Essen wurde er 1984 Mitglied des Kunsthaus Essen. Dort hatte er bis 2002 ein Atelier und war zeitweise Vorstandsmitglied. Seit Mitte der 1980er Jahre zeigt er seine Arbeiten in Ausstellungen und Projekten. Mauermann arbeitete von 1993 bis 2023 als Lehrer in Recklinghausen und Essen.

## Kunst
Seit Mitte der 1990er Jahre entwickelte er Projekte und Ausstellungen als eigenständige künstlerische Arbeiten, z. B. Hoch lebe das edle Handwerk der Schlächter!, Ausstellung im Hof einer ehemaligen Metzgerei in Kooperation mit dem Museum Folkwang, 2000 oder mit Matthias Schamp u. a. Der Helix-Studio Hochbau, Ereignisse zum erweiterten Kunstbegriff, Kunsthaus Essen, 1995. Mit Schamp arbeitet er seither immer wieder projektbezogen zusammen. So entwickelten sie Metaperfomance-Miniaturen, ein Programm, in dem sie mit Handpuppen, die sie nach ihrem Ebenbild gebaut haben, das Schamperl und das Mauermännchen, klassische Performances der Kunstgeschichte aufführen.
Seit 2003 arbeitet er mit Musikern und Klangkünstlern. Mit Frank Niehusmann entwickelte er Performances, die sie auch international zeigten, so z. B. in Maxis II, International Festival / Symposium of Sound and Experimental Music, 2003, University of Leeds, in The State of Affairs: Exploring the Relationship Between Visual and Sonic Arts, 2003, Middlesex University, London; in Profile Intermedia – Magnificent 7, Bremen, 2004 oder in ExtraSchicht 2010 im Gasometer Oberhausen.
Gemeinsam mit dem Bassisten Christoph Kammer führte Mauermann Live-Filme im Lehmbruck-Museum, in der Lichtburg (Essen) und im Grillo-Theater auf. In diesen begleiten die beiden die von Mauermann vorproduzierten Filmbilder musikalisch sowie mit gesprochenen Texten und erzählen bzw. kommentieren so den Film. Mit Zeitmanipulation arbeitende Video-Performances sind seit 2013 das Ergebnis einer Zusammenarbeit mit dem Saxophonisten Florian Walter. Zu Die Berechnung einer Kurve mit Hilfe der Beinmuskulatur, einem Tanztheaterprojekt des Choreographen Tim Čečatka in der Folkwangschule, entwickelte er klang- und bewegungsgesteuerte Live-Videoarbeiten.
Neben dem praktischen künstlerischen Arbeiten beschäftigt er sich auch mit den erkenntnistheoretischen Grundlagen der Kunst, z. B. in dem Vortrag zum Thema Exploring the Relationship Between Visual and Sonic Arts an der Middlesex University.

## Ehrungen und Auszeichnungen
- 1986 Sonderpreis des Max-Ernst-Stipendiums der Stadt Brühl für das Video aren’t we drawing such lines whenever we move?
- 2006 (zusammen mit Frank Niehusmann) Hörspielpreis „Phonurgia Nova“ für das Radiostück Maschinen – ein Hörspiel.[10]

## Rezeption
Necmi Sönmez, Kurator für zeitgenössische Kunst am Museum Folkwang, schrieb: „Mauermann spielt in dieser Arbeit (Goldener Tisch für den Oberbürgermeister der Stadt Essen) mit einer Bandbreite sich teilweise kommentierender, auch Widersprüche aufdeckender Konnotationen. Diese beginnen bei der sich im Essener Münsterschatz befindenden „Goldenen Madonna“ … Sie reichen über Anspielungen auf den Strukturwandel im Revier, über böse Kommentare zur Großmannssucht der Revierstädte, die sich gegenseitig zu übertreffen versuchen, über die Hommage an die Arbeiterschaft, auf deren Fleiß sich der ehemalige Wohlstand der Region gründete, bis hin zum Antagonismus, daß der Oberbürgermeister angesichts eines Millionenlochs in der Stadtkasse am goldenen Tische sitzt.“
Die Kunsthistorikerin Karin Stempel schrieb: „Ja oder Nein, An oder Aus – der Benutzer von Mauermanns Automaten und Halbautomaten befindet sich in einer permanenten Entscheidungsneurose; mehr noch, die Logik der Automaten unterläuft die Logik des Benutzers, obwohl keine Betriebsstörungen vorkommen. Ganz im Gegenteil. … Geben Sie es zu: Mauermanns banale Apparate haben Sie ausgetrickst. Immer ist alles ganz anders als erwartet, auch wenn immer alles ganz so ist, wie man es hätte erwarten können.“